# Euquir de Corint (segle VII aC)
Euquir (grec antic: Εὔχειρ, llatí: Eucheir) fou un escultor de l'antiga Grècia nascut a Corint que, juntament amb Eugram, va anar amb Demarat a Itàlia el 664 aC i va introduir la ceràmica i l'escultura en aquest territori.
Probablement s'ha de considerar un personatge mític, que correspondria a l'època en què l'art etrusc va iniciar els primers gerros pintats en estil grec. Plini el Vell esmenta aquest artista, que cal no confondre amb un altre Euquir, també de Corint i també escultor, que va viure un segle més tard.